# Olmos Park, Texas
Olmos Park là một thành phố thuộc quận Bexar, tiểu bang Texas, Hoa Kỳ. Năm 2010, dân số của xã này là 2237 người.

## Dân số
- Dân số năm 2000: 2343 người.
- Dân số năm 2010: 2237 người.